# Roseto Capo Spulico
Roseto Capo Spulico é uma comuna italiana da região da Calábria, província de Cosenza, com cerca de 1.760 habitantes. Estende-se por uma área de 30 km², tendo uma densidade populacional de 59 hab/km². Faz fronteira com Amendolara, Montegiordano, Oriolo.

## Demografia
| Variação demográfica do município entre 1861 e 2011                               |
|                                                                                   |
| Fonte: Istituto Nazionale di Statistica (ISTAT) - Elaboração gráfica da Wikipedia |